# Farář

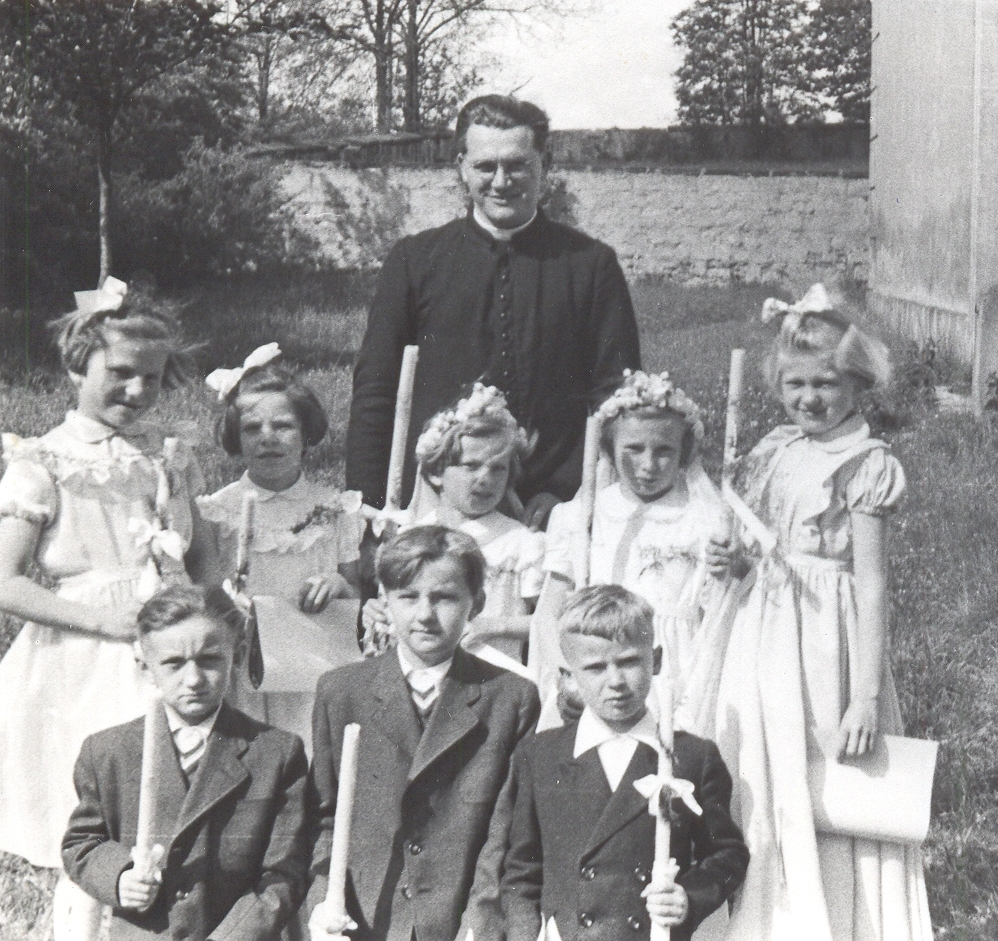
Římskokatolický farář Josef Dobiáš s dětmi po prvním svatém přijímání

Farář (z lat. parrochus; odvozeno z původně řecké složeniny slov: παρά + οἶκος, česky ve smyslu: ten, kdo má na starosti okolní + svět) je v křesťanských církvích osoba, která má na starosti vedení farnosti a farních bohoslužeb.
Jak katolická církev, tak protestantské církve přesně vymezují práva a povinnosti faráře prostřednictvím vlastního církevního práva.
V evangelických církvích a starokatolické církvi je farář většinou farností volen, v katolické církvi jej jmenuje biskup. V evangelických církvích je farář ordinovaným teologem, v katolické, anglikánské a pravoslavných církvích farářem musí být kněz.

## Římskokatolický farář
Ač je v České republice v lidové mluvě jako „pan farář“ označován každý správce farnosti, někteří kněží spravující farnost nezastávají úřad faráře, ale administrátora farnosti.
Farář je statutárním orgánem farnosti. Na rozdíl od administrátora farnosti smí být biskupem odvolán pouze z důvodů vymezených církevním právem (CIC 1740–1752). Je chápán jako stabilní a řádný správce farnosti a má povinnost v ní sídlit. Zodpovědný je jak za samotnou duchovní správu (in spiritualibus), tak za ekonomickou správu (in materialibus) farnosti.
Administrátor farnosti je kněz coby dočasný nebo správce farnosti „na zkoušku“. Má tytéž povinnosti jako instalovaný farář.
Pro prvního faráře, který je v úřadě v nově vzniklé farnosti, se používá termín prvofarář.

## Pravoslavný farář

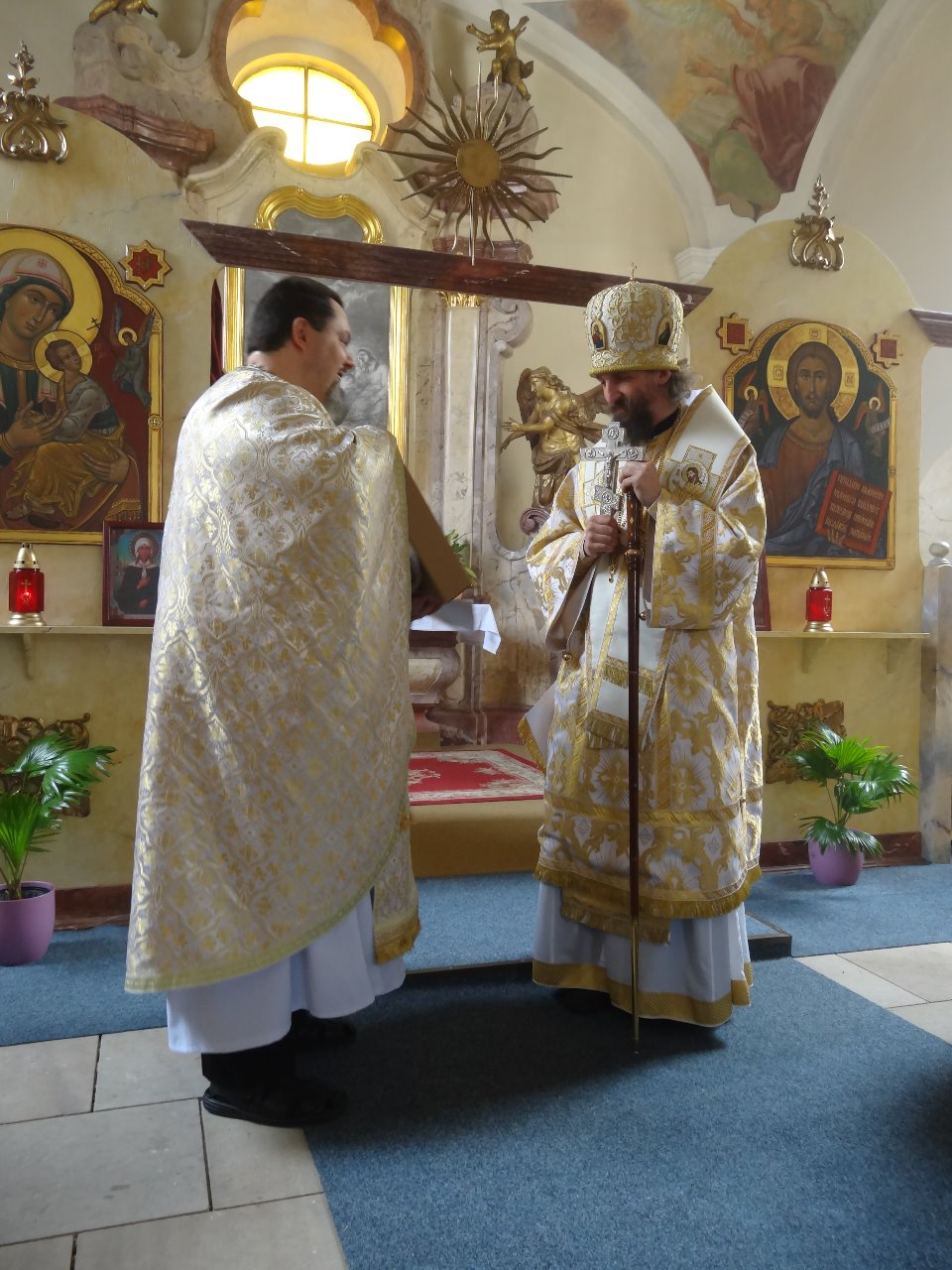
Pravoslavný farář Šantin a arcibiskup Jáchym (biskupská vizitace v roudnické farnosti)

V České pravoslavné církvi jsou faráři ustanovováni jako řádní správci farností (církevních obcí, nebo také parafií). Kněz může být ustanoven i jako administrátor farnosti, v takových případech se však spíše užívá termín správce církevní obce (s právy nebo bez práv faráře).
Obdobně jako v katolické církvi, se pro prvního faráře nově vzniklé církevní obce používá termín prvofarář.

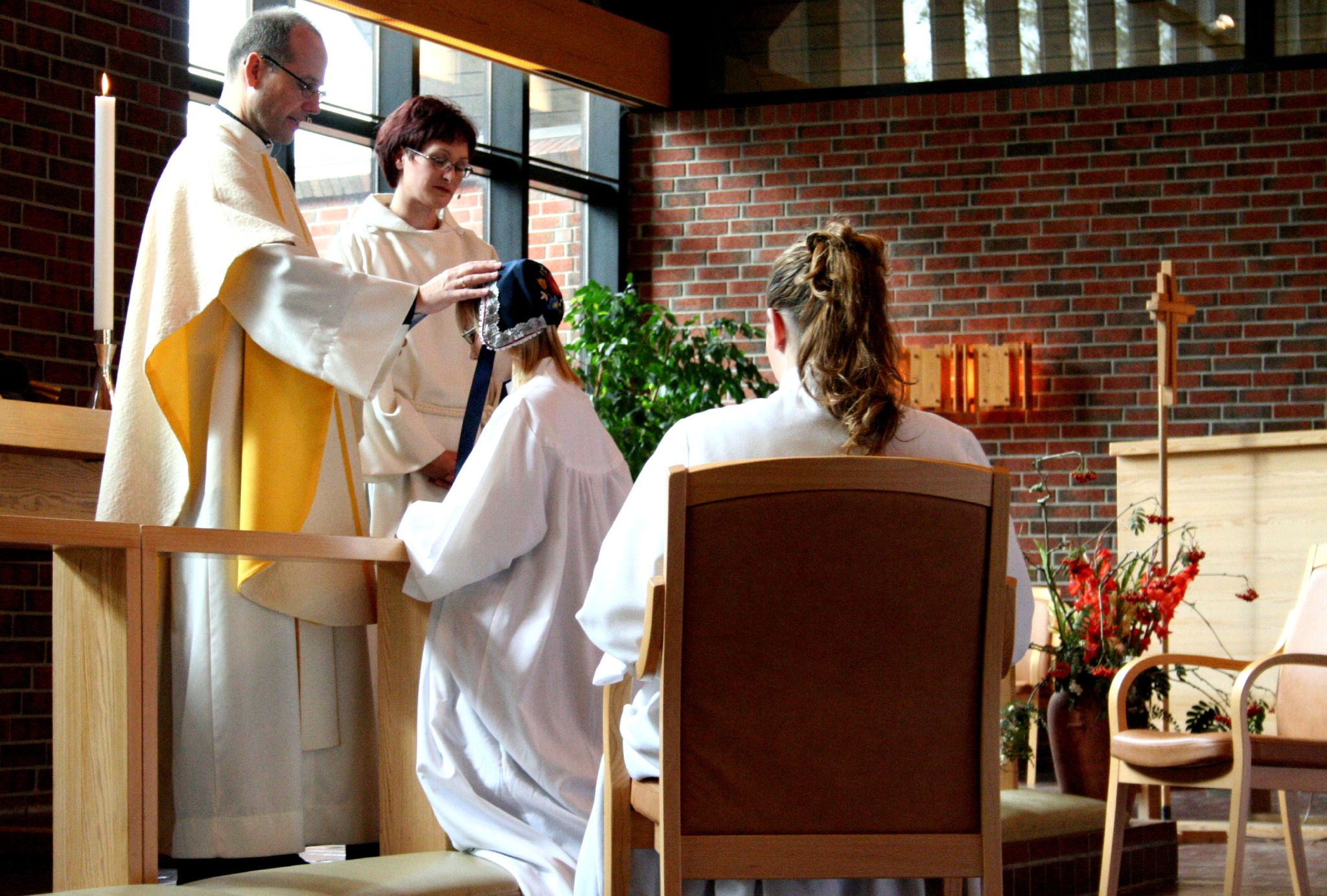
Norský luterský farář při konfirmaci